# Bub Asman
Henry "Bub" Asman est un monteur son américain né le 17 août 1949  à Louisville (Kentucky).

## Biographie
Bub Asman fait ses études à l'Université du Kentucky. Au départ il étudie la radio puis découvre l'univers du cinéma lors de sa dernière année. Il en sort diplômé en 1971.
Il commence à travailler comme monteur son pour une compagnie de production à petit budget basée à Louisville. Puis après quelques années, il arrive à Los Angeles, chez Paramount Pictures.

## Filmographie (sélection)
- 1979 : 1941 de Steven Spielberg
- 1979 : L'Évadé d'Alcatraz (Escape from Alcatraz) de Don Siegel
- 1980 : Ça va cogner (Any Which Way You Can) de Buddy Van Horn
- 1980 : Bronco Billy de Clint Eastwood
- 1981 : Le facteur sonne toujours deux fois (The Postman Always Rings Twice) de Bob Rafelson
- 1982 : Honkytonk Man de Clint Eastwood
- 1982 : Rambo (First Blood) de Ted Kotcheff
- 1982 : Firefox, l'arme absolue (Firefox) de Clint Eastwood
- 1982 : Conan le Barbare (Conan the Barbarian) de John Milius
- 1983 : Le Retour de l'inspecteur Harry (Sudden Impact) de Clint Eastwood
- 1984 : Haut les flingues ! (City Heat) de Richard Benjamin
- 1989 : L'Arme fatale 2 (Lethal Weapon 2) de Richard Donner
- 1990 : La Relève (The Rookie) de Clint Eastwood
- 1990 : 58 minutes pour vivre (Die Hard 2: Die Harder) de Renny Harlin
- 1990 : Chasseur blanc, cœur noir (White Hunter, Black Heart) de Clint Eastwood
- 1991 : Le Dernier Samaritain (The Last Boy Scout) de Tony Scott
- 1992 : L'Arme fatale 3 (Lethal Weapon 3) de Richard Donner
- 1993 : Demolition Man de Marco Brambilla
- 1993 : True Romance de Tony Scott
- 1994 : Maverick de Richard Donner
- 1995 : Sur la route de Madison (The Bridges of Madison County) de Clint Eastwood
- 1996 : L'Effaceur (Eraser) de Chuck Russell
- 1996 : Personnel et confidentiel (Up Close and Personal) de Jon Avnet
- 1997 : Minuit dans le jardin du bien et du mal (Midnight in the Garden of Good and Evil) de Clint Eastwood
- 1997 : Speed 2 : Cap sur le danger (Speed 2: Cruise Control) de Jan de Bont
- 1997 : Les Pleins Pouvoirs (Absolute Power) de Clint Eastwood
- 1999 : Jugé coupable (True Crime) de Clint Eastwood
- 2000 : Space Cowboys de Clint Eastwood
- 2001 : Lara Croft : Tomb Raider de Simon West
- 2002 : Star Trek : Nemesis de Stuart Baird
- 2002 : Créance de sang (Blood Work) de Clint Eastwood
- 2003 : Mystic River de Clint Eastwood
- 2004 : Million Dollar Baby de Clint Eastwood
- 2005 : La Légende de Zorro (The Legend of Zorro) de Martin Campbell
- 2006 : Lettres d'Iwo Jima] (Letters from Iwo Jima) de Clint Eastwood
- 2006 : Mémoires de nos pères (Flags of Our Fathers) de Clint Eastwood
- 2008 : Gran Torino de Clint Eastwood
- 2008 : L'Échange (Changeling) de Clint Eastwood
- 2009 : Invictus de Clint Eastwood
- 2011 : J. Edgar de Clint Eastwood
- 2012 : Une nouvelle chance (Trouble with the Curve) de Robert Lorenz
- 2014 : American Sniper de Clint Eastwood
- 2014 : Jersey Boys de Clint Eastwood
- 2014 : 300 : La Naissance d'un empire (300: Rise of an Empire) de Noam Murro
- 2015 : Sicario de Denis Villeneuve
- 2016 : Sully de Clint Eastwood

## Distinctions

### Récompenses
- Oscar du meilleur montage de son
  - en 2007 pour Lettres d'Iwo Jima
  - en 2015 pour American Sniper

### Nominations
- Oscar du meilleur montage de son
  - en 1997 pour L'Effaceur
  - en 2001 pour Space Cowboys
  - en 2007 pour Mémoires de nos pères
- British Academy Film Award du meilleur son
  - en 2015 pour American Sniper